# ريان فيشر (تريثلت)
ريان فيشر (بالإنجليزية: Ryan Fisher)‏ هو تريثلت أسترالي، ولد في 5 أبريل 1991 في Auchenflower, Queensland ‏ في أستراليا.

## وصلات خارجية
- ريان فيشر على موقع اتحاد الترياتلون الدولي (الإنجليزية)
- ريان فيشر على موقع اللجنة الأولمبية الدولية (الإنجليزية)
- ريان فيشر على موقع أوليمبيديا (الإنجليزية)
- ريان فيشر على موقع اللجنة الأولمبية الأسترالية (الإنجليزية)